# Adrien Victor Auger
Adrien Victor Auger (Saint-Valery-en-Caux, ottobre 1787 – 1854) è stato un pittore francese.

## Biografia
Fu allievo di Jacques-Louis David e praticò, oltre la pittura, anche l'incisione. Espose nel Salon del 1810 il San Giovanni predica nel deserto, nel 1824  la Festa di San Luigi in Normandia e in quello del 1832, La visita del pastore.